# St. Georg (Beirut, griechisch-orthodoxe Kirche)

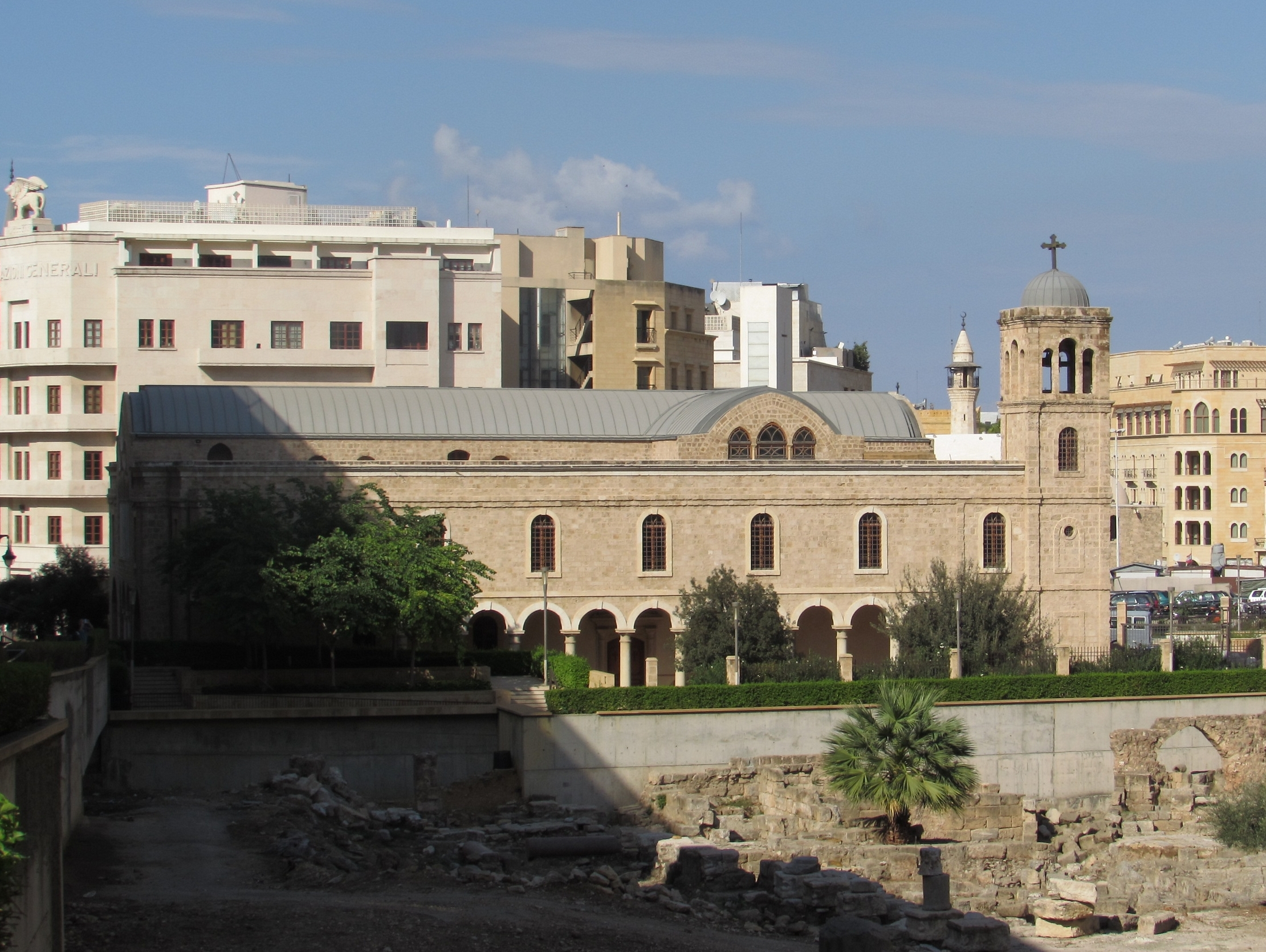
Die Kathedrale von Süden betrachtet

Die Kathedrale Sankt Georg (arabisch القديس جاورجيوس, französisch Saint-Georges) ist ein Kirchengebäude des Griechisch-Orthodoxen Patriarchats von Antiochien in Beirut. Sie ist Sitz des Metropoliten. Unterhalb der Kirche wurde ein archäologisches Museum eingerichtet. Die griechisch-orthodoxe Sankt-Georgs-Kirche ist das älteste noch bestehende Kirchengebäude Beiruts.

## Lage
Die Kathedrale liegt im Zentrum Beiruts auf der östlichen Seite des Sāhat an-Nadschma, des Sternplatzes gegenüber dem Uhrenturm. Südlich beziehungsweise südöstlich liegen die Mohammed-al-Amin-Moschee und die Sankt-Georgs-Kathedrale der syrisch-maronitischen Kirche von Antiochien. Zwischen den sakralen Gebäuden befindet sich eine großflächige archäologische Ausgrabung aus römischer Zeit.

## Archäologisches Museum

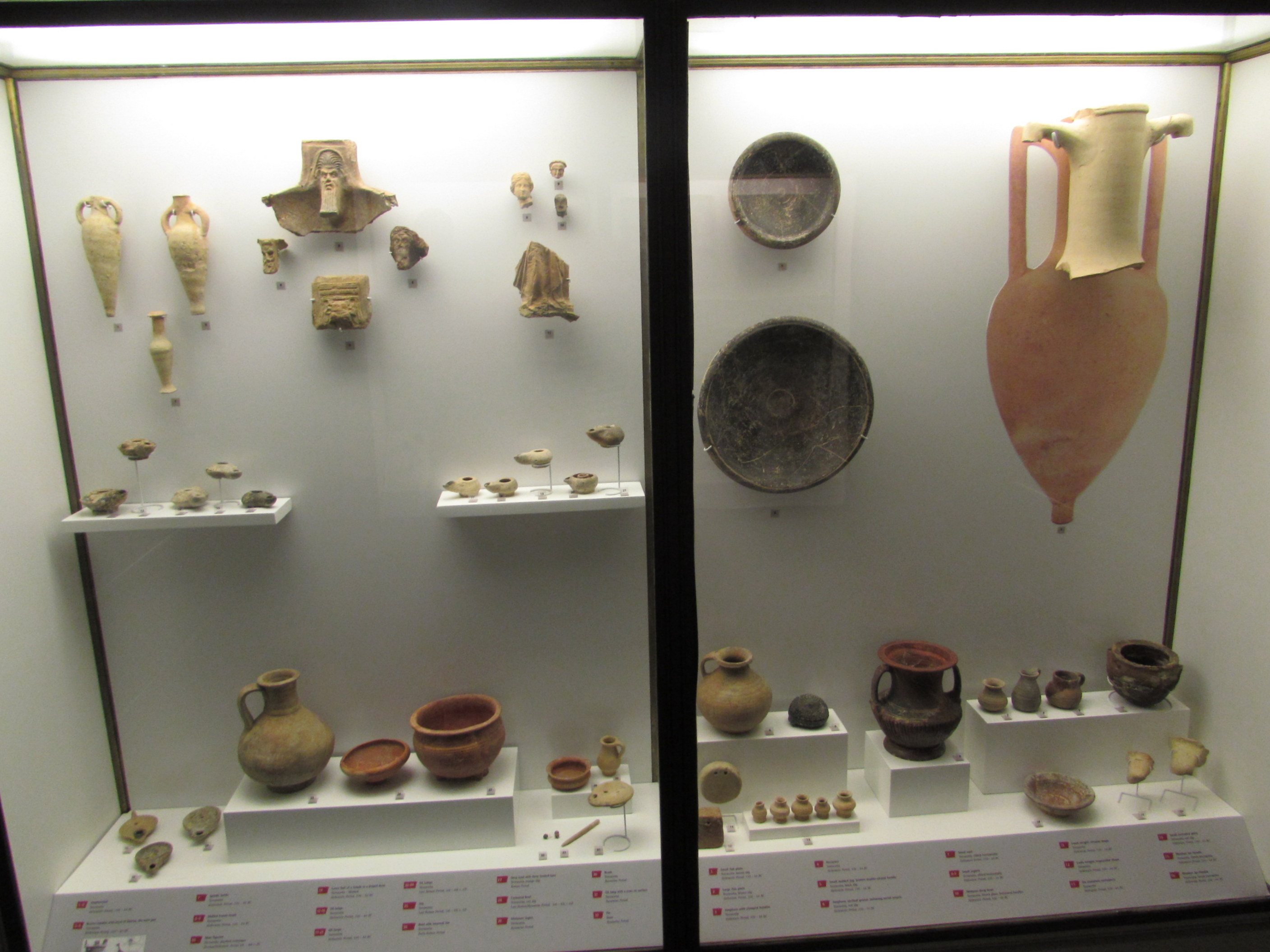
Ausstellungsstücke des archäologischen Museums der Kirche

Unter der Kathedrale wurden bei Grabungsarbeiten Funde verschiedener Epochen gesichert. Diese Funde werden in einem eigens eingerichteten Museum ausgestellt. So wurden bei den Grabungen Funde aus der hellenistischen Zeit, der römisch-byzantinischen Epoche, dem Mittelalter und aus der Zeit des Osmanischen Reichs gemacht. Vom Kircheninneren ist das Museum durch einen Glasfußboden getrennt. Das Museum ist außer montags täglich von 10 bis 18 Uhr geöffnet.